# Convivio

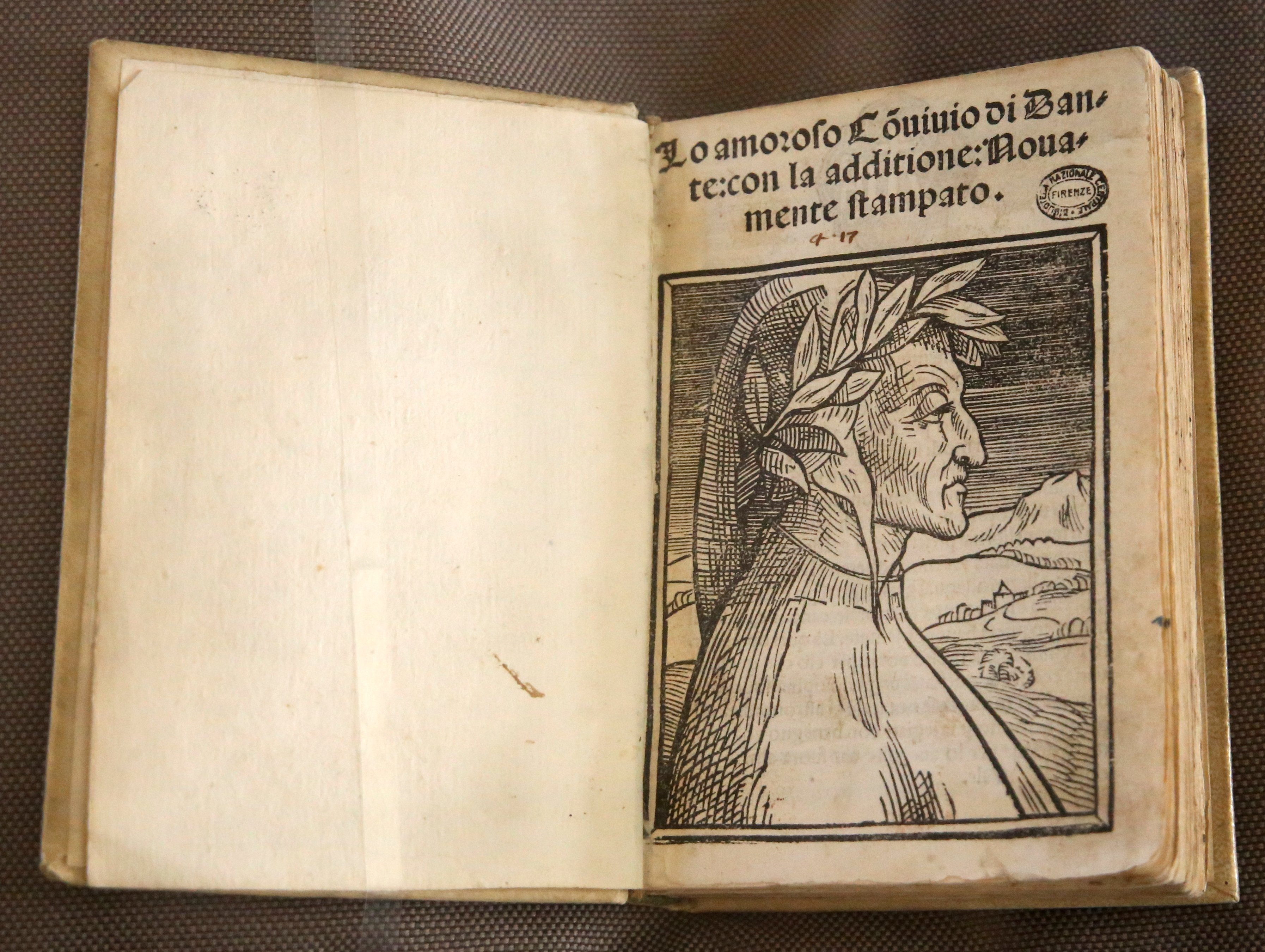

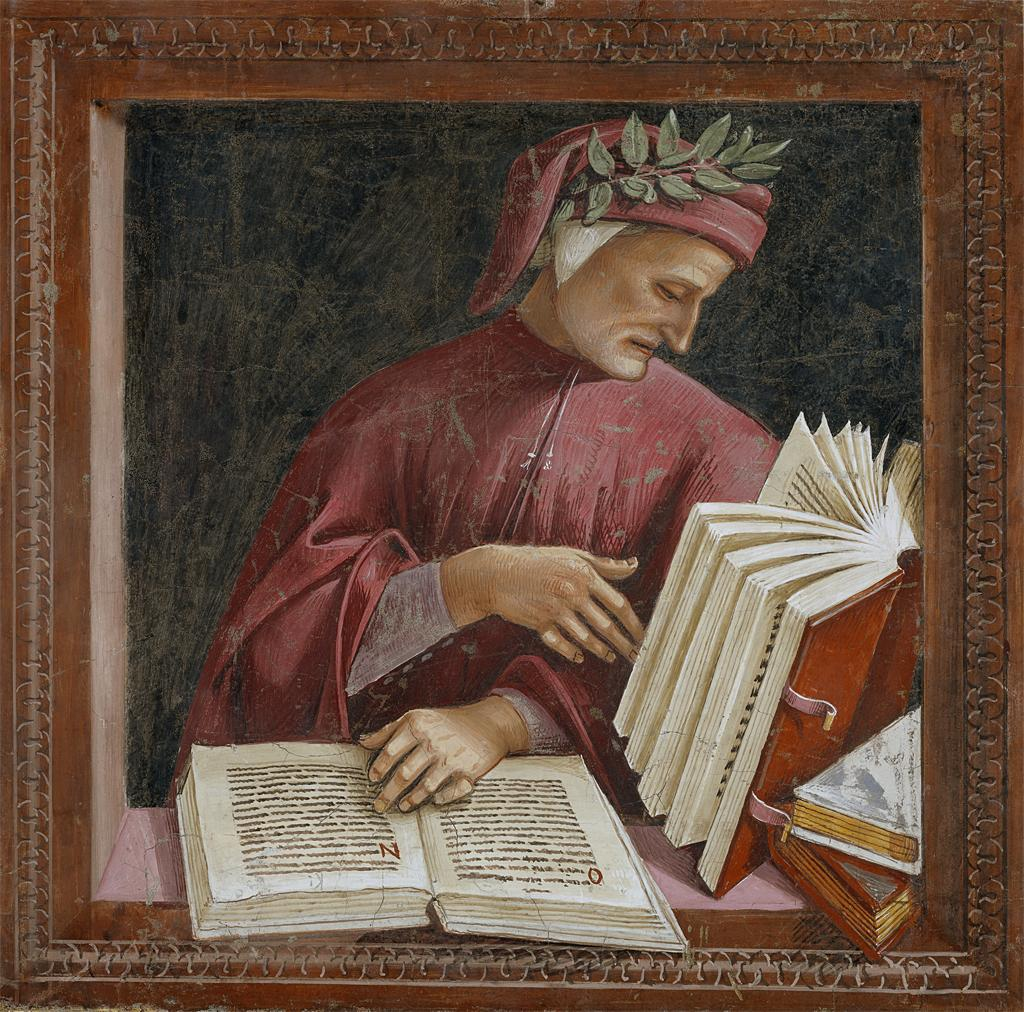
Dante, auteur van het Convivio.

Het Convivio is na de Vita Nuova en de Divina Commedia het bekendste geschrift van de Florentijse schrijver Dante Alighieri (Florence 1265 - Ravenna 1321). Het wordt aan de hand van andere gegevens gedateerd tussen 1304 en 1308.
In het Convivio, dat gastmaal betekent, behandelt Dante de 'heerlijkheid van de filosofie', die hem na de dood van zijn geliefde Beatrice veel steun heeft verschaft. Dit is een van zijn vier traktaten, geschreven in ballingschap, na de coup van de Zwarte Welfen in 1302. Dante had grootse plannen voor de opzet van zijn boek. Het zou uit vijftien boeken, door Dante zelf ook traktaten genoemd, moeten bestaan. Uiteindelijk is hij hier niet in geslaagd, doordat de Divina Commedia zijn oorsprong in dezelfde tijd vindt. In de huidige vorm en onder de naam Convivio beslaat het vier delen: een traktaat dat dient als inleiding en introductie van de gedachten van Dante, en drie traktaten die gaan over filosofie, ingeleid door een canzone, een religieus gezang. Naar de middeleeuwse traditie waar Dante op rust, is filosofie een ruim begrip, en beslaat het ook deugdzaamheid, theologieën en liefde. 
De inleidende canzones, die stammen uit een vroegere periode van het leven van de dichter, hebben een moraliserende, allegorische betekenis. Deze wordt pas uitgelegd aan het einde van het traktaat waarvoor het canzone inleidt. Allerlei meningen en dingen worden met elkaar vermengd, tot een ogenschijnlijk chaotische, maar bij benadering uiterst zorgvuldige, bijna mathematisch opgezette structuur. 
Dante houdt inhoudelijk de scholastiek aan, zoals deze in zijn tijd gebruikelijk was. Eerst komt de quaestio, de probleem- of vraagstelling, waarna hij deze indeelt in de articula, die hij een voor een bespreekt, en ten slotte komt een eindoordeel in de vorm van een responsio. Daarin volgt hij strikt de structuur van zijn, in de ogen van de middeleeuwse filosofische traditie, belangrijkste voorgangers: Aristoteles en Thomas van Aquino. Daarbij maakt hij gebruik van redeneringen als de analogie en het syllogisme. 

## Inhoud
Het eerste traktaat gebruikt Dante om uit te varen tegen zijn verbanning. Belangrijker is echter nog dat hij aangeeft waarom deze tekst in het volgare, de volkstaal, geschreven is. Oorzaak hiervan is dat de inleidende canzones al bestonden voor de tekst zelf, en dat de tekst dus aangepast moest worden aan de canzones, die in het Toscaans zijn. Daarmee is dit het eerste wetenschappelijke werk in het Italiaans. 
Het tweede traktaat zet uiteen hoe men een tekst kan lezen. Daarin onderscheidt Dante vier mogelijkheden: letterlijk, allegorisch, moreel en anagogisch. Aangezien aan een letterlijke lezing van de tekst weinig toe te voegen valt, heeft Dante het vooral over de andere drie mogelijkheden. Daarbij wordt allegorisch, slaand op de mogelijke poëtische waarde van een tekst, gedefinieerd als 'een in mooie leugen verpakte waarheid'. De morele lezing gaat over de verhouding tussen de mensen onderling. Anagogisch slaat op de relatie tussen mensen en God. 
Het derde traktaat handelt onder andere over Dantes (foutieve) aanname van een geocentrisch wereldbeeld. Verder komen de voorliefde voor de filosofie en de filosofische achtergronden voor zijn (grotendeels nog te schrijven) Divina Commedia aan de orde. Opvallend is dat hier niet alleen gebruikgemaakt wordt van aristotelisch, maar ook van neoplatoons gedachtegoed, hoewel dat pas in de Renaissance weer veelvuldig werd gebruikt. Dit bewijst hoe ver Dante in intellectueel opzicht voorliep op de rest van zijn tijdgenoten.
In het vierde traktaat beschrijft Dante de oorsprong van het begrip adel. Volgens Dante ligt dit in de karaktertrekken van de mens en is het een gave Gods. Adel heeft niets te maken met afkomst. Dit is erg interessant, omdat de democratisering van Florence nog maar net op gang was gekomen. Bovendien speelt de kwestie van het keizerschap mee, waar Dante een voorstander van is. Hij gebruikt daarvoor het argument dat aangezien Gods zoon in het Romeinse Rijk leefde, en het Heilige Roomse Rijk daar de opvolging van is, de leider van het Heilige Roomse rijk Gods wil kent. 
Belangrijke filosofisch-litteraire inspiratiebronnen voor Dante zijn: 
- Seneca
- Bonaventura
- Augustinus
- Thomas van Aquino
- Alfraganus (Al-Farghani)
- Isidorus van Sevilla
- Salomo
- Vergilius
- Boëthius
- Bernardus van Clairvaux

- Bibliothèque nationale de France: cb123030658 (data)
- Catàleg d'autoritats de noms i títols de Catalunya: 981058614439306706
- Gemeinsame Normdatei: 4318152-1
- Library of Congress Control Number: n86054448
- Nationale Bibliotheek van Israël: 987007594884305171
- Système universitaire de documentation: 031903037
- Virtual International Authority File: 744160486068505180005